# Arquidiócesis de Olomouc
La arquidiócesis de Olomouc (en latín: Archidioecesis Olomucen(sis) y en checo: Arcidiecéze olomoucká) es una circunscripción eclesiástica latina de la Iglesia católica en la República Checa, sede metropolitana de la provincia eclesiástica de Olomouc. La arquidiócesis es sede vacante desde el 13 de mayo de 2022.

## Territorio y organización

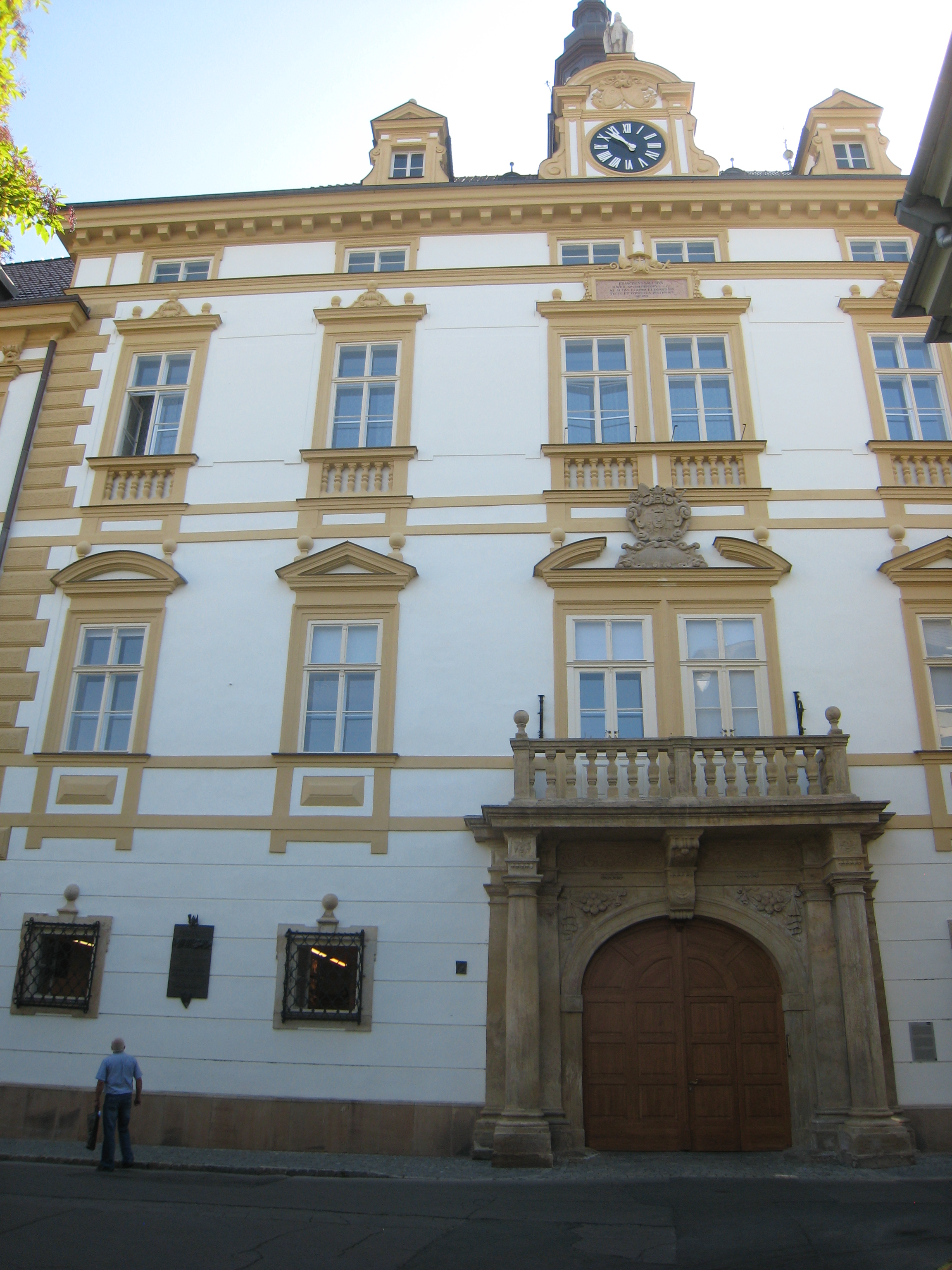
Palacio episcopal en Olomouc

La arquidiócesis tiene 10 018 km² y extiende su jurisdicción sobre los fieles católicos de rito latino residentes en la región de Zlín, en los distritos de Olomouc, Prostějov, Přerov y Šumperk de la región de Olomouc; en parte de los distritos de Blansko, Hodonín y Vyškov de la región de Moravia Meridional; y en la parte oriental de los distritos de Ústí nad Orlicí y Svitavy de la región de Pardubice.

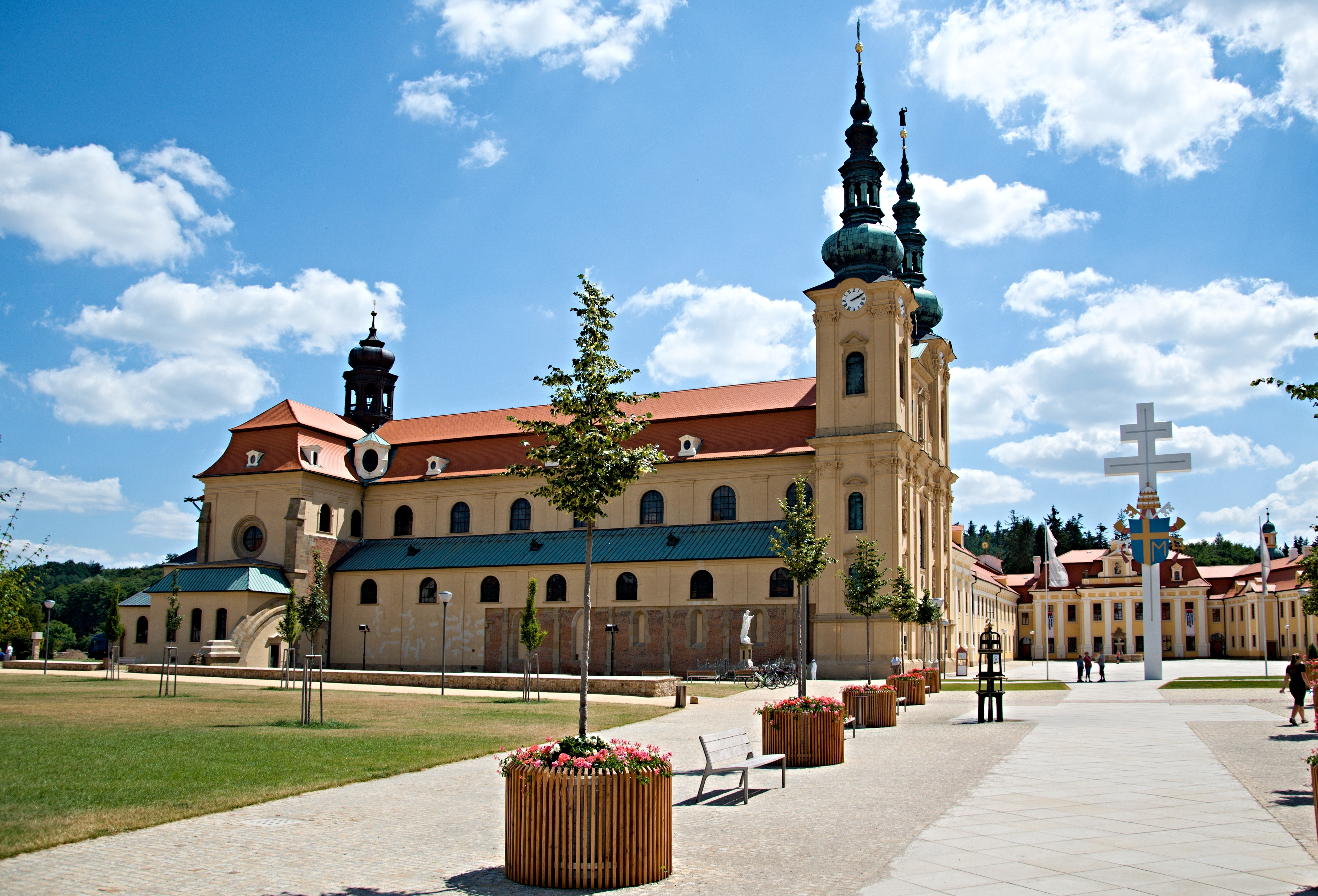
Basílica de la Asunción de María y de los Santos Cirilo y Metodio, Velehrad

La sede de la arquidiócesis se encuentra en la ciudad de Olomouc, en donde se halla la Catedral de San Venceslao. En Velehrad se encuentra el santuario mariano más importante de la República Checa, la basílica de la Asunción de María y de los Santos Cirilo y Metodio. En la arquidiócesis también hay otras dos basílicas menores: la basílica de la Asunción de la Virgen María en Hostýn y la basílica de la Visitación de la Santísima Virgen María en Svatý Kopeček.
En 2019 en la arquidiócesis existían 418 parroquias.
La arquidiócesis tiene como sufragáneas a las diócesis de: Brno y Ostrava-Opava.

## Historia

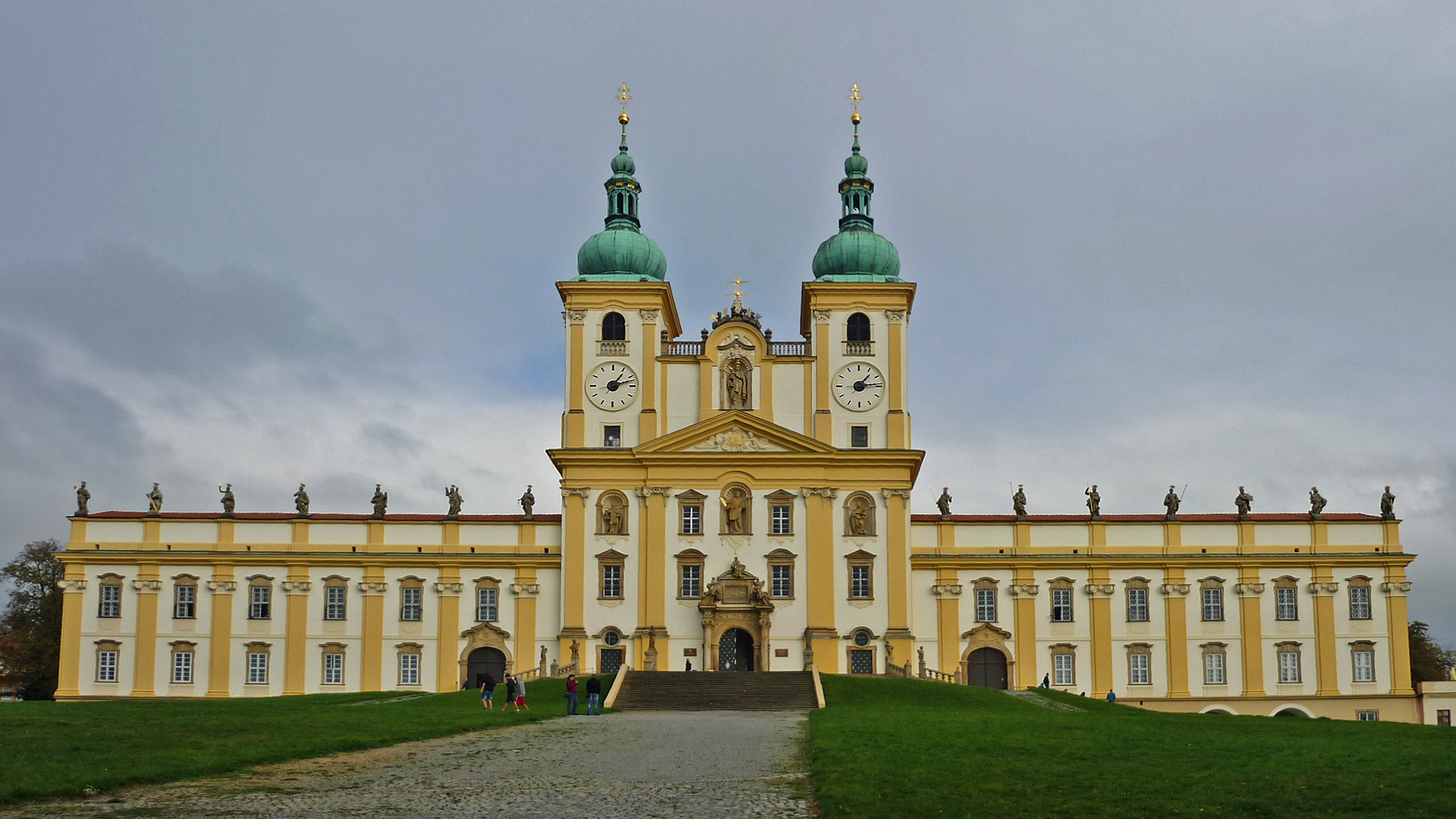
Basílica de la Visitación de la Santísima Virgen María, Svatý Kopeček

Olomouc se convirtió en un importante centro del Imperio de la Gran Moravia entre los siglos IX y X. En el último período fue la capital de la región de Moravia. En este período se atestigua la presencia de numerosos obispos en Moravia, sin embargo no hay constancia documental de la erección de una diócesis en la región. En cualquier caso, Moravia en el siglo X formaba parte de la diócesis de Ratisbona y más tarde de la diócesis de Praga (hoy arquidiócesis de Praga).
La diócesis de Olomouc fue erigida en 1063, obteniendo el territorio, que incluía toda Moravia, de la diócesis de Praga y fue inicialmente sufragánea de Maguncia.
En 1182 Moravia se independizó y los margraves de Moravia tenían el derecho de nombrar al obispo, anteriormente ejercido por los duques de Bohemia.
A finales del siglo XII tuvo lugar una curiosa disputa eclesiástica: el obispo Kaim había omitido la imposición de manos en las ordenaciones sacerdotales y diaconales de 1193. Dos años más tarde el obispo Engelbert corrigió el rito, que sin embargo fue declarado inválido por el cardenal Pietro en 1197 y hubo que repetir las ordenaciones.
En 1207 la Iglesia obtuvo la exención de impuestos y el cabildo el derecho a elegir obispo.
En el siglo XIII los obispos tenían el título de príncipe-obispo y el obispado de Olomouc era uno de los principados eclesiásticos del Sacro Imperio Romano Germánico, incluido en la región de Bohemia. La sede de Olomouc también se convirtió en una silla episcopal en disputa, dada su posición estratégica que la hacía fundamental en los asuntos de la región de Bohemia, particularmente después de las luchas por la sucesión al trono de Praga en el siglo XVII.
El 30 de abril de 1344 la diócesis cedió una parte de su territorio para la erección de la diócesis de Litomyšl mediante la bula Ex supernae providentia maiestatis del papa Clemente VI y se convirtió en sufragánea de la arquidiócesis de Praga.
Desde 1365 su príncipe-obispo (quien no poseía territorio soberano) devino en conde de la Capilla de Bohemia y primer capellán de la corte con derecho de acompañar al monarca durante sus frecuentes viajes.
La cercana diócesis de Litomyšl experimentó un período de decadencia después de las guerras husitas, tuvo su último obispo en 1474 y estuvo gobernada por administradores hasta mediados del siglo XVI, luego fue suprimida y parte de su territorio se incorporó a la diócesis de Olomouc.
El 17 de marzo de 1620, Juan Sarkander, párroco, fue martirizado en Olomouc por la defensa del secreto de confesión. Fue beatificado en 1859 y canonizado en 1995.
En 1773 el papa Clemente XIV revocó el privilegio de la elección del obispo por el cabildo catedralicio.
Fue elevada al rango de arquidiócesis metropolitana el 5 de diciembre de 1777 por bula Suprema dispositione del papa Pío VI, y al mismo tiempo cedió una parte de su territorio para la erección de la diócesis de Brno mediante la bula Inter plurima.
Después de la secularización de principios del siglo XIX, la arquidiócesis siguió existiendo como entidad eclesiástica.
El papa Pío VI devolvió al cabildo el privilegio de la elección del arzobispo.
La arquidiócesis estuvo gobernada desde 1819 hasta 1831 por el cardenal Rudolph John de Habsburgo-Lorena, amigo cercano de Ludwig van Beethoven y dedicatario de la Missa Solemnis op. 123. Beethoven se inspiró para comenzar a escribir su obra maestra precisamente de la noticia del establecimiento de su amigo el cardenal en la arquidiócesis de Olomouc.
Durante el régimen totalitario, el arzobispo Matocha estuvo internado desde 1950 hasta su muerte en 1961. Un nuevo arzobispo sólo fue elegido en 1989.
El 30 de diciembre de 1977, como resultado de la bula Praescriptionum sacrosancti del papa Pablo VI, la administración apostólica de Český Těšín se unió a la arquidiócesis, que había sido erigida en 1946 con las parroquias checoslovacas de la arquidiócesis de Breslavia.
En 1995 la arquidiócesis recibió la visita del papa Juan Pablo II, quien canonizó a santa Zdislava y a san Juan Sarkander.
El 30 de mayo de 1996 cedió una parte de su territorio para la erección de la diócesis de Ostrava-Opava mediante la bula Ad Christifidelium spirituali del papa Juan Pablo II.

## Estadísticas
De acuerdo al Anuario Pontificio 2020 la arquidiócesis tenía a fines de 2019 un total de 737 300 fieles bautizados.
| Año                                                                             | Población            | Población | Población      | Sacerdotes | Sacerdotes    | Sacerdotes    | Bautizados por sacerdote | Diáconos permanentes | Religiosos | Religiosos | Parroquias |
| Año                                                                             | Bautizados católicos | Total     | % de católicos | Total      | Clero secular | Clero regular | Bautizados por sacerdote | Diáconos permanentes | Varones    | Mujeres    | Parroquias |
| ------------------------------------------------------------------------------- | -------------------- | --------- | -------------- | ---------- | ------------- | ------------- | ------------------------ | -------------------- | ---------- | ---------- | ---------- |
| 1949                                                                            | 1 504 156            | 1 726 538 | 87.1           | 1202       | 1073          | 129           | 1251                     |                      | 335        | 2303       | 701        |
| 1970                                                                            | ?                    | ?         | ?              | 629        | 629           |               | ?                        |                      |            | 1489       | 650        |
| 1980                                                                            | 1 740 000            | 2 165 000 | 80.4           | 659        | 548           | 111           | 2640                     |                      | 111        | 1825       | 731        |
| 1990                                                                            | 1 761 697            | 2 793 798 | 63.1           | 550        | 394           | 156           | 3203                     |                      | 156        | 807        | 731        |
| 1999                                                                            | 750 000              | 1 410 000 | 53.2           | 351        | 233           | 118           | 2136                     | 27                   | 165        | 361        | 437        |
| 2000                                                                            | 750 000              | 1 410 000 | 53.2           | 347        | 230           | 117           | 2161                     | 27                   | 155        | 357        | 437        |
| 2001                                                                            | 750 000              | 1 410 000 | 53.2           | 348        | 227           | 121           | 2155                     | 27                   | 155        | 423        | 437        |
| 2002                                                                            | 750 000              | 1 410 000 | 53.2           | 359        | 237           | 122           | 2089                     | 26                   | 161        | 396        | 437        |
| 2003                                                                            | 750 000              | 1 410 000 | 53.2           | 366        | 245           | 121           | 2049                     | 26                   | 157        | 385        | 437        |
| 2004                                                                            | 732 000              | 1 376 000 | 53.2           | 364        | 246           | 118           | 2010                     | 30                   | 155        | 382        | 437        |
| 2013                                                                            | 745 200              | 1 407 000 | 53.0           | 351        | 248           | 103           | 2123                     | 33                   | 125        | 253        | 418        |
| 2016                                                                            | 746 900              | 1 410 000 | 53.0           | 343        | 246           | 97            | 2177                     | 33                   | 117        | 209        | 418        |
| 2019                                                                            | 737 300              | 1 359 847 | 54.2           | 333        | 240           | 93            | 2214                     | 36                   | 108        | 178        | 418        |
| Fuente: Catholic-Hierarchy, que a su vez toma los datos del Anuario Pontificio. |                      |           |                |            |               |               |                          |                      |            |            |            |

## Episcopologio
- San Metodio † (880-885)
- Wiching (890)
- Un obispo enviado desde Roma † (898/900-?)
- Jan (?) (914-932)
  - Sede vacante (?)
- Silvestr (?) † (circa 960-966)
  - Sede unida a la diócesis de Ratisbona (966-976)
- Vratislav (?) † (976-981)
  - Sede unida a la diócesis de Ratisbona (981-991)
  - Sede unida a la diócesis de Praga (991-1063)
- Jan † (1063-25 de noviembre de 1086 falleció)
  - Sede unida a la diócesis de Praga (1086-1088) (?)
- Vezel † (1086-3 de julio de 1091? falleció)
- Ondřej Dubrawa † (1091-22 de mayo de 1096 falleció)
- Jindřich (?) † (1096-13 de junio de 1099 falleció)
- Petr † (1099-julio de 1104 falleció)
- Jan † (1104-21 de febrero de 1126 falleció)
- Jindřich Zdík, O.Praem. † (22 de marzo de 1126-25 de junio de 1150 falleció)
- Jan z Litomyšle, O.Praem. † (1150-1 de abril de 1172 falleció)
- Dětleb † (1172-4 de noviembre de 1182 falleció)
- Pelhřim † (1182-2 de marzo de 1183 falleció)
- Kaim (Chaim von Böhmen) † (1183-12 de enero de 1194 falleció)
- Engelbert von Brabant † (febrero de 1194-17 de diciembre de 1199 falleció)
- Jan Bavor † (1199-1 de octubre de 1201 falleció)
- Robert, O.Cist. † (1201-1240 depuesto)
  - Wilhelm † (1241-1245) (obispo electo)
  - Konrad von Friedberg † (circa 1240-1245 depuesto) (antiobispo)
- Bruno von Schauenburg † (20 de septiembre de 1245-18 de febrero de 1281 falleció)
- Theoderich von Neuhaus † (1281-10 de octubre de 1302 falleció)
- Johannes von Waldstein † (1302-7 de octubre de 1311 falleció)
- Pietro Angeli de Ponte Corvo † (1311-7 de junio de 1316 falleció)
- Konrad † (13 de julio de 1316-8 de agosto de 1326 falleció)
- Jindřich Berka z Dubé † (26 de septiembre de 1326-29 de diciembre de 1333 falleció)
- Jan Volek † (27 de marzo de 1334-27 de septiembre de 1351 falleció)
- Jan Očko z Vlašimi † (17 de noviembre de 1351-23 de agosto de 1364 nombrado arzobispo de Praga)
- Jan ze Středy † (23 de agosto de 1364-20 de diciembre de 1380 falleció)
- Petr Jelito † (1381-12 de febrero de 1387 falleció)
- Jan Soběslav † (1387-13 de junio de 1388 nombrado patriarca de Aquilea)
- Nikolaus von Riesenburg † (26 de marzo de 1390-6 de junio de 1397 falleció)
- Jan Mráz † (20 de julio de 1397-1403 falleció)
- Lacek z Kravař † (2 de junio de 1403-1408 falleció)
- Konrád z Vechty † (9 de junio de 1410-10 de febrero de 1413 nombrado arzobispo de Praga)
  - Václav Králík z Buřenic † (1413-septiembre de 1416 falleció) (administrador apostólico)
- Jan Železný † (14 de febrero de 1418-9 de octubre de 1430 falleció)
- Kuneš ze Zvole † (10 de enero de 1431-4 de agosto de 1434 falleció)
- Pavel z Miličína † (25 de enero de 1435-2 de mayo de 1450 falleció)
- Johann Haes (Haz) † (8 de julio de 1450-19 de mayo de 1454 falleció)
- Bohuslav ze Zvole † (16 de agosto de 1454-31 de julio de 1457 falleció)
- Protasio de Boskovic y Černahora † (27 de julio de 1459-25 de agosto de 1482 falleció)
- Johann Filipec † (1484-1492? renunció)
  - János Vitéz † (4 de julio de 1487-3 de junio de 1489 nombrado obispo de Veszprém) (administrador apostólico)
  - Ardicino della Porta iuniore † (3 de junio de 1489-1492 renunció) (administrador apostólico)
  - Juan de Borgia Llançol de Romaní † (8 de febrero de 1493-30 de enero de 1497 renunció) (administrador apostólico)
- Stanislav Thurzó (30 de enero de 1497-17 de abril de 1540 falleció)
- Bernard Zoubek ze Zdětína † (18 de marzo de 1541-prima del 27 de junio de 1541 falleció)
- Jan Skála z Doubravky a Hradiště (Johannes Dubravius) † (27 de junio de 1541-6 de septiembre de 1553 falleció)
- Marek Khuen z Olomouce † (22 de diciembre de 1553-10 de febrero de 1565 falleció)
- Vilém Prusinovský z Víckova † (13 de abril de 1565-16 de junio de 1572 falleció)
- Jan Grodecký † (19 de noviembre de 1572-1 de enero de 1574 falleció)
- Thomas Albin von Helfenburg † (8 de octubre de 1574-10 de marzo de 1575 falleció)
- Johannes Mezoun † (4 de mayo de 1576-16 de febrero de 1578 falleció)
- Stanislav Pavlovský † (26 de agosto de 1579-2 de junio de 1598 falleció)
- Franz Seraph von Dietrichstein † (1 de septiembre de 1599-23 de septiembre de 1636 falleció)
  - Johannes Ernst Plateis von Plattenstein † (noviembre de 1636-21 de agosto de 1637 falleció) (obispo eletto)
- Leopoldo Guglielmo d'Austria † (28 de septiembre de 1638-21 de noviembre de 1662 falleció)
- Carlo Giuseppe d'Austria † (23 de abril de 1663-27 de enero de 1664 falleció)
- Carlo de Liechtenstein † (11 de agosto de 1664-23 de septiembre de 1695 falleció)
- Carlo Giuseppe de Lorena † (20 de noviembre de 1694-26 de enero de 1711 nombrado arzobispo de Treviri)
- Wolfgang Hanibal von Schrattenbach † (23 de diciembre de 1711-22 de julio de 1738 falleció)
- Jakob Ernst von Liechtenstein-Kastelkorn † (26 de enero de 1739-13 de septiembre de 1745 nombrado arzobispo de Salzburgo)
- Ferdinand Julius von Troyer † (28 de marzo de 1746-5 de febrero de 1758 falleció)
- Leopold Friedrich von Egkh und Hungersbach † (2 de octubre de 1758-15 de diciembre de 1760 falleció)
- Maximilian von Hamilton † (17 de agosto de 1761-31 de octubre de 1776 falleció)
- Antonín Theodor Colloredo-Waldsee † (30 de marzo de 1778-12 de septiembre de 1811 falleció)
- Maria-Thaddeus von Trauttmansdorf Wiensberg † (26 de noviembre de 1811-20 de enero de 1819 falleció)
- Rodolfo Giovanni d'Asburgo-Lorena † (24 de marzo de 1819-23 de julio de 1831 falleció)
- Ferdinand Maria von Chotek † (24 de febrero de 1832-5 de septiembre de 1836 falleció)
- Maximilian Joseph Gottfried Sommerau Beeckh † (21 de noviembre de 1836-31 de marzo de 1853 falleció)
- Friedrich von Fürstenberg † (6 de junio de 1853-19 de agosto de 1892 falleció)
- Théodore Kohn † (16 de enero de 1893-10 de junio de 1904 renunció[8])
- Franziskus von Sales Bauer † (10 de mayo de 1904-26 de noviembre de 1915 falleció)
- Lev Skrbenský Hříště † (5 de mayo de 1916-6 de julio de 1920 renunció)
- Antonín Cyril Stojan † (10 de marzo de 1921-29 de septiembre de 1923 falleció)
- Leopold Prečan † (10 de noviembre de 1923-2 de marzo de 1947 falleció)
- Joseph Matocha † (23 de marzo de 1948-3 de noviembre de 1961 falleció)
  - Sede vacante (1961-1989)
  - Josef Vrana † (19 de febrero de 1973-30 de noviembre de 1987 falleció) (administrador apostólico)
- František Vaňák † (21 de diciembre de 1989-14 de septiembre de 1991 falleció)[9]
- Jan Graubner (28 de septiembre de 1992-13 de mayo de 2022 nombrado arzobispo de Praga)